# 欖球世界 (雜誌)
欖球世界（英語：Rugby World）是英國的一本橄欖球雜誌。從1960年10月起每月出版一期。
自從2020年起，欖球世界的發行者為未來出版社。前欖球員Alan Dymock於2022年11月21日成為欖球世界的新任編輯。

## 外部連結
- 欖球世界 網站 （页面存档备份，存于）